# (32899) Knigge
(32899) Knigge est un astéroïde de la ceinture principale.

## Description
(32899) Knigge est un astéroïde de la ceinture principale. Il fut découvert le 4 août 1994 à Tautenburg par Freimut Börngen. Il présente une orbite caractérisée par un demi-grand axe de 3,07 UA, une excentricité de 0,16 et une inclinaison de 13,4° par rapport à l'écliptique.

## Compléments